# Callum Thornley
Callum Thornley, né le 5 août 2003 à Édimbourg (Écosse), est un coureur cycliste britannique. Il est membre de l'équipe Red Bull-Bora-Hansgrohe Rookies.

## Biographie
Callum Thornley découvre sa passion pour le vélo pendant des vacances d'été, en suivant le Tour de France à la télévision. Il est alors âgé de huit ans. Sa première licence est prise au Peebles Cycling Club, dans les Scottish Borders. Vététiste durant ses débuts, il pratique la descente et le cross-country,. Il décide toutefois de passer au cyclisme sur route vers ses seize ans. Dans cette discipline, il s'impose notamment sur l'édition 2019 du Youth Tour Errigal, sur le circuit irlandais. La même année, il se classe deuxième de l'américaine aux championnats nationaux d'Écosse, en compagnie de son compatriote Alexander Gibb. 
Durant l'été 2022, il devient vice-champion de Grande-Bretagne du contre-la-montre, dans la catégorie des espoirs. Il obtient aussi diverses places d'honneur dans des courses nationales. Après ses performances, il rejoint l'équipe continentale Trinity Racing en 2023. Désormais installé à Gérone, ce transfert lui permet de participer à davantage d'épreuves inscrites au calendrier de l'UCI. Il représente la Grande-Bretagne au Tour de l'Avenir, puis aux championnats du monde, où il prend la quatorzième place du contre-la-montre espoirs.
Lors de la saison 2024, il confirme sa progression en décrochant divers accessits. Offensif, il se classe deuxième d'une étape du Tour d'Italie espoirs, cinquième d'une étape du Tour Alsace, neuvième de deux étapes de l'Alpes Isère Tour ou encore dixième de Paris-Roubaix espoirs. Sur le Tour de Grande-Bretagne, il remporte le classement du meilleur grimpeur, grâce à sa présence dans plusieurs échappées. Il se classe également dixième de l'étape reine à Barnsley, devant de nombreux professionnels. 
En 2025, la structure Trinity Racing cesse ses activités. Callum Thornley poursuit néanmoins sa carrière en intégrant l'équipe de développement de Red Bull-Bora-Hansgrohe. Il effectue sa reprise avec la formation World Tour lors des épreuves du Challenge de Majorque. Au mois de mars, il finit troisième de l'Istrian Spring Tour et quatrième de la Poreč Classic.

## Palmarès sur route

### Par année
- 2022
  - 2e du championnat de Grande-Bretagne du contre-la-montre espoirs
- 2025
  -  Champion de Grande-Bretagne du contre-la-montre espoirs
  - 4e étape du Sibiu Cycling Tour (contre-la-montre)
  - 2e du championnat de Grande-Bretagne sur route espoirs
  - 3e de l'Istrian Spring Tour

### Classements mondiaux
| Année           | 2022   | 2023   | 2024   |
| --------------- | ------ | ------ | ------ |
| UCI Europe Tour | 1 146e | 1 496e | 1 297e |